# Ruusuvuori
Ruusuvuori är en kulle i Finland. Den ligger i Vanda, stadsdelen Korso och landskapet Nyland, i den södra delen av landet, 22 km norr om huvudstaden Helsingfors. Toppen på Ruusuvuori är 43 meter över havet.
Terrängen runt Ruusuvuori är platt. Runt Ruusuvuori är det tätbefolkat, med 459 invånare per kvadratkilometer. I omgivningarna runt Ruusuvuori växer i huvudsak barrskog.